# Карче (Мазовецьке воєводство)
Карче (пол. Karcze) — село в Польщі, у гміні Збучин Седлецького повіту Мазовецького воєводства.
Населення — 108 осіб (2011).
У 1975—1998 роках село належало до Седлецького воєводства.

## Демографія
Демографічна структура станом на 31 березня 2011 року:
|          | Загалом | Допрацездатний вік | Працездатний вік | Постпрацездатний вік |
| -------- | ------- | ------------------ | ---------------- | -------------------- |
| Чоловіки | 53      | 13                 | 36               | 4                    |
| Жінки    | 55      | 16                 | 25               | 14                   |
| Разом    | 108     | 29                 | 61               | 18                   |